# Леон Делатаувер
Леон Делатаувер (19 вересня 1929 — 7 серпня 2008) — бельгійський велогонщик.
Олімпійський чемпіон 1948 року в роздільній командній гонці.